# Маркетингові посередники
Маркетингові посередники — фірми, які допомагають певній компанії в просуванні, збуті і розповсюдженні її товарів серед користувачів. Розрізняють такі види маркетингових посередників:
- Торгові посередники: дилери, дистриб'ютори, роздрібна торговельна мережа;
- Фірми з організації руху товару (логістичні фірми):
  - керування запасами;
  - складування;
  - транспортування;
  - приймання та видача запасів;
- Агентства з надання маркетингових і юридичних послуг:
  - маркетинговий консалтинг;
  - юридичний консалтинг;
  - маркетингові дослідження;
  - рекламні агентства тощо;
- Кредитно-фінансові установи:
  - банки;
  - кредитні компанії;
  - страхові компанії тощо,
- Аудиторські фірми.